# Живов, Иван Семёнович
Иван Семёнович Живов (1755 — 7 апреля 1847 года) — московский купец, миллионер.

## Биография
Сын переехавшего в Москву в поисках возможностей для торговли касимовского купца Семёна Ивановича Живова. Иван Семёнович продолжил дело отца.
Торговал мануфактурой и китайскими товарами, чем нажил крупный капитал. Держал особые лавки для обучения молодых людей торговле. Он предоставлял им средства при условии периодического отчета. Часть дохода шла на поддержку учеников, удачливые и старательные молодые люди таким образом могли начать свое дело.

### События 1812 года
В 1812 году отправил семью в Касимов, а сам стал ждать французов в Москве, надеясь найти способ спасти свои активы. В результате он смог увезти с собой в последний момент только ящик с документами. Дом Живова московский пожар пощадил, но всё его богатство было вывезено противником. Тем не менее, вернувшись в оставленную Наполеоном Москву, купец не последовал примеру своих действительно или мнимо разорённых нашествием, а потому отказывавшихся платить по долгам коллег. Он сообщил кредиторам, что документы уцелели и все требования будут удовлетворены, чем вдохновил (и поддержал материально) многих.

### Дальнейшая жизнь
Расплатившись с кредиторами, Живов приобрёл всеобщее уважение и неограниченный кредит. Жил он в районе Тверской, где выкупил участок с домом. Он продолжил заниматься торговлей и дожил до глубокой старости. О смерти купца написали «Московские ведомости».

## В культуре
- Г. П. Данилевский «Сожженная Москва»[2].